# Ото фон Золмс-Рьоделхайм-Асенхайм
Ото фон Золмс-Рьоделхайм-Асенхайм (на немски: Otto Graf zu Solms-Rödelheim-Assenheim; * 5 юни 1829, Асенхайм; † 31 август 1904, Алтенхаген, Мекленбург-Предна Померания) е граф на Золмс-Асенхайм-Рьоделхайм, пруски политик и земевладелец в Померания.

## Биография
Той е третият син на син на граф Карл Фридрих Лудвиг Кристиан Фердинанд фон Золмс-Рьоделхайм-Асенхайм (1790 – 1844) и съпругата му графиня Луиза Амалия фон Ербах-Шьонберг (1795 – 1875), дъщеря на граф Густав Ернст фон Ербах-Шьонберг (1739 – 1812) и графиня Хенриета Кристиана фон Щолберг-Щолберг (1753 – 1816). Брат е на граф Максмилиан (1826 – 1892), Фридрих (1827 – 1883) и Куно (1836 – 1862).
Ото завършва военната си кариера като хауптман. По-късно той поема рицарското имение в Алтенхаген в окръг Францбург. От 1867 г. е „правен-рицар“ на „Йоанитския орден“. През 1878 г. е член на „Провинциалния ландтаг“ на провинция Померания. От 1879 до 1904 г. е „консервативен член“ в „Пруското народно събрание“ за Щралзунд (Рюген, Францбург, Щралзунд).
Ото фон Золмс-Рьоделхайм-Асенхайм умира на 75 години на 31 август 1904 г. в Алтенхаген, Мекленбург-Предна Померания.

## Фамилия
Ото се жени на 7 декември 1865 г. в Шлемин, Померания, за Емма Каролина Хенриета фон Тун цу Алтенхаген (* 10 юни 1834, Берлин; † 18 май 1900, Алтенхаген), вдовица на граф Йоханес фон Щолберг-Вернигероде (1811 – 1862), дъщеря на генерал-лейтенант и дипломат Вилхелм Улрих фон Тун (1784 – 1862) и Матилда фон Зенден (1802 – 1854). Те имат две деца:
- Берта Текла (* 17 юни 1869, Рьоделхайм; † 30 декември 1939, Лайпциг), омъжена на 14 декември 1892 г. в Шлемин за граф Леонхард фон Щолберг-Вернигероде (* 6 март 1853, Райнерц; † 1 май 1914, Вюрбен), син на граф Гюнтер фон Щолберг-Вернигероде (1816 – 1888)
- Куно (* 7 август 1872, Алтенхаген; † 1945), неженен